# Alinea lanceolata
Alinea lanceolata là một loài thằn lằn trong họ Scincidae. Loài này được Cope mô tả khoa học đầu tiên năm 1862.